# Золотистый фундулюс
Золотистый фундулюс (лат. Fundulus chrysotus) — вид лучепёрых рыб семейства фундуловых (Fundulidae), аквариумная рыбка.
Обитает в мелководных реках и ручьях. Эндемик США. Привезён в Европу в 1909 году.

## Описание
Тело золотисто-бурого цвета, задняя часть головы и жаберные крышки отливают темно-голубым. Низ задней части тела и хвостовой плавник также тёмно-голубые. Тело частично покрыто красными пятнами. Плавники красновато-коричневые, к краям сине-фиолетовые со светлой каёмкой. Самка значительно менее яркая. Максимальная длина тела 8,5 см. 